# 영웅전설 III 하얀마녀
《영웅전설 III 하얀마녀》(英雄傳說 III 하얀魔女, 일본어: 英雄伝説 白き魔女, The Legend of Heroes III - Prophecy of the Moonlight Witch)은 니혼 팔콤이 만든 1994년 출시한 롤플레잉 게임이다. 이 게임은 영웅전설 가가브 트릴로지 시리즈의 첫 번째 게임이다.

## 줄거리
가가브력 992년 티라스일. 쥬리오와 크리스는 라크픽 마을의 성년식인 순례 여행을 떠난다. 순례 여행이란, 티라스일의 각지에 퍼져있는 샤리네라고 불리는 사당에 있는 마법의 거울을 모두 돌아보는 것이다. 여행 도중 두명은 하얀 마녀라고 불린 여인의 발자취를 따라가게 된다. 하얀마녀 게르드의 희미한 보라빛이 감도는 은색의 머리는 달밤에도 아침 해가 바친 참억새의 이삭처럼 빛나고, 푸른 빛을 띤 눈동자는 샘물보다는 투명했다고 한다. 눈오는 밤, 달밤, 바람부는 밤, 밤낮을 가리지 않고 등불의 잔상을 이어가는 그녀의 순례 여행은 사람들이 알지 못하는 사이에 계속되었다. 이것은 지금으로부터 20년 전 이야기로, 지금은 구전되어 내려오는 전설의 하나가 되었다.

## 등장인물
- 쥬리오 : 폴티아의 라그픽마을에 사는 14살의 소년. 내성적이고 소심하고 느긋한 성격이라 소꿉친구 크리스에게 부하취급을 받는다. 마을의 성인식의 일환으로 크리스와 함께 티라스윌 각지에 있는 샤리네로 여행을 떠난다. 전설의 해적 "캡틴 토마스"를 동경하고 있다.
- 크리스 : 쥬리오와 소꿉친구. 밝은 성격의 말괄량이. 쥬리오보다 한살 연상인 15살. 1년 전인 14살에 순례여행을 떠나야 했으나 병으로 여행을 떠날수 없었기 때문에, 15살이 되어 쥬리오와 함께 순례를 떠나게 되었다. 채플 마법을 사용한다.
- 게르드 : 20년 전 티라스윌 각지를 순례한 마지막 마녀로 쥬리오와 크리스는 그 발자국을 따르게 된다. 본명은 사람의 말로 표현할 수 없기 때문에 그 일부만 읽어서 게르드라고 자칭하고 있다. ("영웅전설V"의 이계에서 레오네가 데리고 있던 여자아이와 동일 인물이다.)
- 라프 : 라그픽마을에 사는 푼수 노인. 그의 숨겨진 정체는 대마도사 올데가로, 하얀마녀의 순례 당시 그에 관련되어 모든 마력을 소진하고, 지금은 평범한 노인으로 살고 있다. 가가브 트릴로지(영웅전설 "III", "IV", "V"의 배경)의 전체 스토리를 관통하는 중심인물이다. 본명은 '미첼 드 라프 헤븐'.
- 사라 : 22살의 미녀로 구스와 콤비를 하고 있는 도둑. 다만 도둑질에 성공한적은 없다. 여장부형으로 남을 돌보는걸 매우 좋아한다. 활쏘기가 특기이다.
- 구스 : 23살의 미남. 사라와 콤비를 하고 있는 도둑. 역시 도둑질에 성공한 적은 없다. 경박한 성격으로 자주 헌팅을 시도하지만 성공률은 낮다. 투석등 물건을 던지는것에 자신을 가지고 있고 실제로 백발백중의 실력을 가지고 있다.
- 허크 : 폴티아의 항구도시 라그나에 사는 32살의 학자. 크리스의 삼촌으로 고액의 빚을 져가며 하얀마녀를 연구한다.
- 룰레 : 도박의 도시 다이스에서 하루종일 도박만 하는 괴짜 노인. 사실 그의 정체는 전설의 해적 "캡틴 토마스"이고, 빈민가 사람들을 돕기 위한 자금을 마련하기 위해 도박을 한다. (영웅전설 "IV", "V"편의 "프라토네스 2세"호의 선장 토마스와 동일 인물이다.)
- 마가사 : 앰비쉬의 칸드마스터. 모리슨의 제자로 어릴적 하얀마녀와 만난적이 있다.
- 스텔라 : "사막의 흑표범"으로 탐욕스런 악덕상인들을 혼내주는 미녀. 폭탄과 칸드마법을 쓴다. 처음엔 정체를 숨기고 "나제"라고 자칭하고 있다. 본편에서는 별로 언급되지 않지만 실은 뭐든지 폭탄으로 해결하려는 경향이 있어서 조금만 생각해보면 어처구니 없는 트러블 메이커이다
- 알프 : 본명은 알프레드. 41살로 앰비쉬의 국왕. 가르가의 동향을 조사하기 위해 여행중 쥬리오일행을 만나게 되어 신분을 숨기고 같이 행동하게 된다. 약간 이상한 구석이 있다.
- 로디 : 20살의 검사로, 메나트 네갈섬 출신. 아버지의 원수인 가르가를 쓰러뜨리는 것이 소원.
- 휘리 : 퓨엔테에 사는 14살의 미소녀. 약사인 어머니 리즈의 기술을 계승하고 있다. 작은곰 방방과는 사이가 좋다. 쥬리오와 함께하는 동안 희미하게 연정을 품게 된다. 채플 마법을 쓴다.
- 바닷트 : 격투의 왕을 꿈꾸는 무투가로 쥬리오와 함께 스텔라로 인해 투기장 감옥에 갇히게 되는데 투기장 감옥에서 쥬리오와 함께 탈출하면서 일행에 참가하게 된다.
- 듀르젤 : 폴티아 루드성의 궁정검사였을 무렵 하얀마녀와 교류를 가져 그녀에 대해 자세히 알고 있는 노검사. 티라스일 최고의 무인으로 불린다.
- 조안나 : 폴티아 아로자마을에 사는 듀르젤의 손녀. 유폐되어있는 조부에게 쥬리오 일행을 안내한다.
- 이자벨 왕비 : 폴티아의 왕비. 해변에 쓰러져있는 것을 루돌프왕이 도와주면서 사랑에 빠진다. ("V"편의 차기 이계 여왕 후보와 동일인물이다.)
- 레바스 : 이자벨과 함께 이계에서 건너온 점성술사. ("V"편의 '레바스14세'와 동일인물이다.)

## 구성
아래와 같이 9장으로 구성되어 있다.
| - 서장 : 작은 순례자 - 제1장 : 테그라의 보석 - 제2장 : 볼트 대결전 | - 제3장 : 삼도교의 환영 - 제4장 : 성수가 사는 숲 | - 제5장 : 와카타레타 호(갈라진 호수) - 제6장 : 시작된 예언 | - 제7장 : 순례자의 흔적 - 최종장 : 상냥한 마녀 |

## 세계관

### 티라스월
남북으로 뻗어있는 거대한 대지의 갈라진 "가가브"의 동쪽에 위치하는 티라스윌이 무대. 서쪽으로는 가가브, 남쪽으로는 거대한 산맥 "큰뱀의 등뼈", 북쪽으로는 "침묵의 바다"에 의해 단절되어 있고 이것들을 넘을 기술도 없기 때문에 바깥세상과는 단절된 세계이다. 북부중앙에는 "마녀의 바다"라 불리는 거대한 만이 내륙에 있다. 티라스윌에는 다음의 8개의 나라가 존재한다.
- 폴티아 : 티라스윌의 북서, 마녀의 바다 서쪽에 위치하는 왕국. 쥬리오와 크리스의 고향이다.
- 메나트 : 티라스윌의 북동, 마녀의 바다 동쪽에 위치하는 왕국. 광대한 자연에 둘러싸여 있다.
- 챠놈 : 티라스윌의 거의 중앙, 마녀의 바다 남동쪽, 메나트 남서에 위치하는 왕국. 도시 다이스에는 국영에 의한 카지노가 있고, 빈부격차가 심한 나라이다.
- 앰비쉬 : 티라스윌의 남동, 큰뱀의 등뼈 북쪽에 위치하고 있는 왕국이다.
- 우들 : 티라스윌의 중앙 근처, 마녀의 바다 남쪽에 위치하는 왕국. 깊은 숲으로 덮여있다.
- 올도스 : 티라스윌의 중앙 근처, 차놈의 남쪽에 위치하는 도시국가. 대마도사 올테가에 의해 지어진 대성당으로부터 시작되었다. 마법의 총본산으로 도사나 마스터가 되기 위해 이나라로 수행을 떠난다.
- 퓨엔테 : 티라스윌의 남쪽, 큰뱀의 등뼈의 북쪽, 앰비쉬의 서쪽에 위치하는 왕국. 중앙부에는 티라스윌 최대 규모의 호수 루피나스호가 있다.
- 기드나 : 티라스윌의 남서, 가가브의 동쪽, 큰뱀의 등뼈 북쪽에 위치하는 왕국. 국토의 7할이 사막으로 덮여 있다.

### 샤리네
수백년 전 이계에서 티라스윌을 방문한 마녀들이 만든 신전. 안에는 마법의 거울이 안치되어 있어 마녀들은 이것을 사용하여, 예언을 했다. 이 마녀들의 신전을 돌던것을 따라하는 것으로 순례의 여행이 완성되었고, 샤리네에는 각각 맡은 속성이 있어서 폴티아의 디네에 있는 물의 샤리네, 메나트의 테그라에 있는 땅의 샤리네, 앰비쉬의 이그니스에 있는 불의 샤리네, 우들의 시흘에 있는 바람의 샤리네, 올도스에 있는 하늘의 샤리네까지 5개의 샤리네가 있다.

### 순례의 여행
일찍이 티라스윌을 방문한 마녀들의 행동을 따라 만들어진 풍습으로 라그픽마을의 성인식으로 행해지고 있다. 마법의 거울을 보는데 필요한 은의 단검을 소지한 채 각지를 돌아다니고 은의 단검은 순례자의 증표로, 보이는 것만으로 숙박료 면제를 비롯해 많은 우대를 받게 되었다.

### 마법
올도스 초대 대신관 올테가에 의해 2종류로 나눠서 전수되며 칸드계와 채플계로 나누었다. 칸드는 공격, 채플은 회복이나 공격보조를 주로 사용한다. 수련은 끝낸 사람에게는 마스터 칭호가 주어지고, 20년 전에는 거의 쓰지 않던, 비교적 새로운 기술이다.

## 주제가
PSP판은 주제가가 준비되어 있다.
- 작사·작곡·노래 : riya, 편곡 : MANYO
- 오프닝 : 때의 저쪽 편
- 엔딩 : 하늘의 끝에

## CD
- MUSIC FROM 영웅전설 III "또 하나의 영웅들의 이야기 하얀마녀" (KICA1146-1147, 1994년 7월 21일 발매)
- FALCOM SPECIAL BOX '95 (KICA9023-5, 1994년 12월 21일 발매)
  - [DISC2] 영웅전설 III J.D.K.E.ORCHESTRA ARRANGE VERSION
    - (복각판) 교향 시 영웅전설 III (NW10102430, 2001년 2월 10일 발매)
- FALCOM SPECIAL BOX '96 (KICA9026-28, 1995년 12월 21일 발매)
  - [DISC3] FALCOM MUSIC COLLECTION (미수록곡)
- FALCOM VOCAL COLLECTION IV (KICA1179, 1996년 5월 22일 발매)
- 영웅전설 III Falcom Sound Team J.D.K. SPECIAL Vol.1 (KICA1197, 1997년 5월 21일 발매)
- 영웅전설 III Falcom Sound Team J.D.K. SPECIAL Vol.2 (KICA1198, 1997년 5월 21일 발매)
- ORIGINAL SOUND TRACK "신·하얀마녀" -전편- (NW10102340, 2000년 3월 16일 발매)
- ORIGINAL SOUND TRACK "신·하얀마녀" -후편- (NW10102350, 2000년 3월 16일 발매)
- 교향 환상 곡 "하얀마녀" (NW10102510, 2002년 6월 27일 발매)
- 영웅전설 PIANO COLLECTION (CD EXTRA) (KICA1194, 1996년 12월 21일 발매)
  - (복각판) "영웅전설 I~IV" PIANO COLLECTION (NW10102440, 2001년 2월 10일 발매)
- 교향곡 "가가브 트릴로지" (NW10102450, 2001년 9월 13일 발매)
- 영웅전설 "가가브 트릴로지 하얀마녀 OP테마 시의 저쪽 편" (LACM-4186, 2005년 3월 24일 발매)
- 영웅전설 "가가브 트릴로지 ORIGINAL SOUND TRACK 하얀마녀·주홍물방울" (LACA-5382, 2005년 5월 25일 발매)

### 드라마CD
- CD드라마 영웅전설 III 하얀마녀 (KICA1155, 1994년 12월 2일 발매)
- CD드라마 영웅전설 III 하얀마녀 완결편 (KICA1159, 1995년 4월 29일 발매)
- CD드라마 영웅전설 III 하얀마녀 "원인가 축 늘어찬 호수" (KICA1163, 1995년 7월 21일 발매)
- TARAKO등 파라다이스 (일부 캐릭터가 등장) (KICA1170, 1995년 11월 22일 발매)
- FALCOM SPECIAL BOX '97 (KICA9029-31, 1996년 12월 21일 발매)
  - [DISC1] CD드라마 영웅전설 III VS 브랑 디쉬 +VT (일부 캐릭터가 등장)